# Jashpur nagar
Jashpur nagar là một thị xã và là một nagar panchayat của quận Jashpur thuộc bang Chhattisgarh, Ấn Độ.

## Nhân khẩu
Theo điều tra dân số năm 2001 của Ấn Độ, Jashpur nagar có dân số 20.190 người. Phái nam chiếm 55% tổng số dân và phái nữ chiếm 45%. Jashpur nagar có tỷ lệ 71% biết đọc biết viết, cao hơn tỷ lệ trung bình toàn quốc là 59,5%: tỷ lệ cho phái nam là 75%, và tỷ lệ cho phái nữ là 67%. Tại Jashpur nagar, 13% dân số nhỏ hơn 6 tuổi.